# Jenna Elfman
Jennifer Mary (Jenna) Elfman, geboren als Jennifer Mary Butala (Los Angeles (Californië), 30 september 1971), is een Amerikaans actrice, maar haar familie is van Kroatische afkomst. Elfman speelde onder meer Dharma in de televisieserie Dharma & Greg.

## Biografie
Elfman studeerde in 1989 af aan de Los Angeles High School for Arts. Ze begon haar carrière door in commercials te verschijnen. Ze studeerde bij Milton Katselas, in de Beverly Hills Playhouse. Ze verscheen in enkele series alvorens haar rol als Dharma te bemachtigen. Voor deze rol won ze een Golden Globe.
Haar eerste hoofdrol in een film was in Krippendorf's Tribe. Ook speelde ze in onder meer EDtv en Keeping the Faith.
Ze was te zien in enkele videoclips en was danseres voor ZZ Top tijdens hun wereld-tournee van 1994.
Elfman trouwde op 18 februari 1995 met acteur Bodhi Elfman. Samen hebben zij twee kinderen.

## Filmografie

### Film
- 1997: Grosse Pointe Blank, als Tanya
- 1998: Dr. Dolittle, als Uil (stem)
- 1998: Can't Hardly Wait, als de engel (niet op aftiteling)
- 1998: Krippendorf's Tribe, als Prof. Veronica Micelli
- 1999: EDtv, als Shari
- 1999: Venus, als Venus
- 2000: The Tangerine Bear, als Lorelei (stem)
- 2000: CyberWorld, als Phig (stem)
- 2000: Keeping the Faith, als Anna Riley
- 2001: Town & Country, als Auburn
- 2003: Looney Tunes: Back in Action, als Kate Houghton
- 2004: Clifford's Really Big Movie, als Dorothy (stem)
- 2005: Touched, als Angela Martin
- 2005: What's Hip, Doc?, als supermodel (stem)
- 2008: Struck, als zwangere date
- 2009: The Six Wives of Henry Lefay, als Ophelia
- 2009: Love Hurts, als Darlene
- 2011: Friends with Benefits, als Annie
- 2014: Big Stone Gap, als Miss Iva Lou Wade
- 2016: Barry, als Kathy Baughman

### Televisie
- 1992: Murder, She Wrote, als balletdanseres op de achtergrond
- 1993: Double Deception, als Lisa Majorski
- 1994: Freshman Dorm, als Tina
- 1994: The George Carlin Show, als psychedelisch meisje
- 1995: Pointman, als Mary Ellen
- 1995: The Monroes, als Lily
- 1995: Roseanne, als Garland
- 1996: Townies, als Shannon Canotis
- 1996: Murder One, als Angela Scalese
- 1996: Almost Perfect, als Becky Toll
- 1996: NYPD Blue, als Patty Snow
- 1996: Her Last Chance, als Leslie
- 1997: The Single Guy, als Jordan
- 1997-2002: Dharma & Greg, als Dharma Freedom Finklestein Montgomery
- 2002: Obsessed, als Ellena Roberts
- 2004: Two and a Half Men, als Frankie
- 2006: Courting Alex, als Alex Rose
- 2007: Brothers & Sisters, als Lizzie Jones-Baker
- 2008: My Name Is Earl, als Kimmi Himmler
- 2009-2010: Accidentally On Purpose, als Billie
- 2011: Two and a Half Men, als Dharma Montgomery
- 2012: Shameless, als Jill
- 2012: Damages, als Naomi Walling
- 2012-2013: 1600 Penn, als Emily Nash Gilchrist
- 2013: Royal Pains, als Lacy
- 2014: Growing Up Fisher, als Joyce Fisher
- 2015: The Perfect Stanleys, als Ellen
- 2017: Imaginary Mary, als Alice
- 2018-2023: Fear the Walking Dead, als June Dorie
- 2020: The Twilight Zone, als Barbara